# 福本大晴
福本 大晴（ふくもと たいせい、1999年10月16日 - ）は、日本のアイドル、俳優、タレント。愛称は、大晴、たいちぇ。
大阪府堺市出身。NEW EVIDENCE所属。2023年までSMILE-UP.（旧ジャニーズ事務所）に所属しており、Aぇ! groupのメンバーとして活動していた。

## 来歴
幼少期、香取慎吾出演のテレビドラマ『西遊記』を観て、作品の派手なアクションに憧れ、父親に「ジャニーズに入ったらできるで」と言われて応募。オーディションでは父の助言で当時、流行していた楽しんごの「どどすこラブ注入」のモノマネを披露し、2011年4月3日、11歳でジャニーズ事務所に入所。
高校は大阪府立の進学校に通い、2017年10月、大学受験のため芸能活動を半年間休止。2018年、関西ジャニーズJr.では初となる国公立大に現役合格。
2019年2月18日、Aぇ! groupのメンバーに選ばれる。
塾の費用、受験料も学費も全て自身で払い、2022年春に大阪市立大学経済学部を卒業。
2023年12月30日、コンプライアンス違反（詳細非公表）により所属事務所SMILE-UP.との専属契約を解除され、同時にAぇ! groupからも脱退となり事実上芸能活動を終了した。
2024年1月15日、月曜コメンテーターを務めていた『おはよう朝日です』（ABCテレビ）からの正式な降板が番組内で発表された。
6月20日、自身のYouTubeチャンネルで「これからについて」と題した動画を公開し、謝罪とこれからアイドルとして活動していくことを発表した。6月22日にオープンした公式ファンコミュニティは「Colorfull（カラフル）」で、"Colorful"と"Full"を合わせた造語。福本大晴が魅せる「カラフル」な未来と景色を「全力」で、という意味で、「ファンの毎日が少しでも彩られていくように全力でアイドル活動を頑張っていく」という想いが込められている。
7月21日、ホームページが公開され、NEW EVIDENCEに所属したことが発表された。
8月23日から全国15か所を回るライブハウスツアーを開催。楽曲制作や演出など完全セルフプロデュースで行われた。自身の誕生日である10月16日には作詞作曲を手掛けた初のミュージックビデオ「I wanna meet U」を公開した。
11月2日に韓国で行われた「Asia Model Awards」でPopular Star Awardを受賞した。
2025年1月21日、公式TikTokを開設。

## 人物
- 幼い頃は勉強が苦手であったが、中学3年の頃「高校受験をするなら進学校に行きたい」と思い塾に通い始めると、学力が伸び志望校に合格。そこで自信がつき[15]、「テレビに出るために肩書きがほしい」と思い、国公立大学を志望。もともと理系だったが、芸能活動との両立が難しいことから文系のなかでも理系のような経済学部を選択した[17]。高校生活が楽しかったこともあり活動休止するまで勉強に本腰を入れていなかったが、受験勉強は毎日朝6時から深夜0時まで行い、塾の先生から「普通じゃあり得ない」と言われるほど学力が伸びたことで「受験は意外と楽しかった」と後に語っている。私立大学にはセンター試験利用入試で早い時期に合格し、国公立の二次試験に集中し合格した。大学では、主に少子高齢化に関連する労働問題を学んでいる傍ら、ジャニーズクイズ部のメンバーとしても活動した[15]。
- 大阪松竹座での公演で印象を残すため、重岡大毅に一発芸を見せたところ、「めっちゃいいやん」とMCに出ることになり、観客にも好評だったことからギャグを作り始め、関西ジャニーズJr.のギャガーと名乗っている[11]。2022年時点の持ちギャグは130個[29]。
- スポーツ歴は、サッカーを小学1年から5年まで、空手を小学3年から6年まで、ハンドボールを高校1年の半年間である[30]。
- 2歳下の妹がいる[31]。

## 作品

### シングル
| ＃  | 発売日        | タイトル     | 販売形態     | 販売形態    | 規格品番 |
| --- | ------------- | ------------ | ------------ | ----------- | -------- |
| 1st | 2025年3月12日 | 恋の上昇気流 | CD           | 初回限定盤A | NWEV-001 |
| 1st | 2025年3月12日 | 恋の上昇気流 | CD+DVD       | 初回限定盤B | NWEV-002 |
| 1st | 2025年3月12日 | 恋の上昇気流 | CD+Photobook | 初回限定盤C | NWEV-003 |
| 1st | 2025年3月12日 | 恋の上昇気流 | CD           | 通常盤      | NWEV-004 |

#### デジタルシングル
| ＃  | 発売日        | タイトル       |
| --- | ------------- | -------------- |
| 1st | 2025年4月9日  | Sakura Typhoon |
| 2nd | 2025年7月23日 | 問題です       |

### ミュージックビデオ
| 年   | タイトル       | リンク     |
| ---- | -------------- | ---------- |
| 2024 | I wanna meet U | [ 動画 1 ] |
| 2025 | 恋の上昇気流   | [ 動画 2 ] |
| 2025 | Sakura Typhoon | [ 動画 3 ] |

## 出演
個人での出演のみ記載。グループとしての出演はAぇ! group#出演を参照。

### テレビドラマ
- 年下彼氏 第4話「論理的な彼女」（2020年4月18日、朝日放送） - 主演・皆川真吾 役[35]
- ジモトに帰れないワケあり男子の14の事情 第3話 「ワケあり漫画家」（2021年5月2日、朝日放送） - 主演・サトシ 役[36]
- ゲキカラドウ2（2023年4月7日 - 6月23日、テレビ東京） - 鴨下晃 役[37]
- 埼玉のホスト（2023年7月26日 - 9月20日、TBS） - 岩槻キセキ 役[38]

### テレビ番組
- おはよう朝日です（2020年10月5日 - 2023年12月18日、朝日放送） - 月曜コメンテーター[2][39][22]
- あさパラS（2021年4月3日 - 2023年、読売テレビ）[21][40]
- ラヴィット!（2023年7月5日 - 9月27日、TBS） - 「ラヴィット!ファミリー」水曜担当[41][42]

### ネット番組
- 恋する♥週末ホームステイ 2025冬（2025年2月5日 -　、ABEMA SPECIALチャンネル） - シーズンMC[43]
- たいせーもぐふるカフェ（2025年7月7日 - 、NATSLIVE）[44]

### コンサート
- 関西ジャニーズJr. X'mas Show 2015（2015年12月5日・6日・12日・13日・19日・20日・23日 - 25日、大阪松竹座）[45]
- 関西ジャニーズJr. X'mas Show 2016（2016年11月30日 - 12月25日、大阪松竹座）[46]

### 単独コンサート・イベント
- 福本大晴 1st Live Tour 2024『よんもじ』（2024年8月23日、SHIBUYA CLUB QUATTRO / 8月28日、cube garden / 8月31日、NIIGATA LOTS / 9月1日、金沢 EIGHT HALL / 9月6日、KUMAMOTO Django / 9月7日、FUKUOKA BEAT STATION / 9月13日、SUPERNOVA KAWASAKI / 9月14日、SOUND SHOWER ark 清水 / 9月18日、神戸 Harbor Studio / 9月19日、KYOTO MUSE / 9月20日、NAGOYA ReNY limited / 9月11日、LIVE VANQUISH / 9月23日、高松 MONSTER / 9月27日、仙台 Rensa / 10月1日、UMEDA CLUB QUATTRO）[26][47]
  - 福本大晴 1st Live Tour 2024『よんもじ』ABEMA特別公演(2024年10月13日、YOKOHAMA Bay Hall / 10月15日、duo music EXCHANGE / 10月21日、BIGCAT / 11月3日、ABEMA PPV ONLINE LIVE）[48]
- 福本大晴 クリスマス ファンミーティング（2024年12月24日、グランキューブ大阪）[49]
- 福本大晴 LIVE HALL TOUR「Love Typhoon」（2025年2月1日、OKAYA NAGOYA HALL / 2月11日、福岡サンパレス コンサートホール / 2月23日、グランキューブ大阪 メインホール / 2月28日、仙台サンプラザホール / 3月3日、豊洲PIT）[50]
- 福本大晴 Zeep Tour ｢SUPER FAN FIRST｣ （2025年6月6日、Zeep Namba / 6月11日、6月12日 Zeep Diver City / 7月2日、7月3日 Zeep Namba）[51]

### イベント
- IDOL RADIO LIVE IN TOKYO〜Shining Moments〜（2024年9月28日、東京ガーデンシアター）[52]
- FIRST FRIDAY JAPAN（2025年7月4日、EXPOアリーナ(Matsuri)）[53]
- STARRZ TOKYO 2025（2025年9月23日予定、日本工学院アリーナ）[54]

### 舞台
- 滝沢歌舞伎ZERO（2019年2月3日 - 25日、京都四条南座）[55]
- もしも塾
  - （2020年2月21日 - 22日、サンケイホールブリーゼ）
  - （2023年3月23日、東京グローブ座）[56]
- 青木さん家の奥さん（2021年1月8日 - 24日、東京グローブ座 / 2月17日 - 28日、サンケイホールブリーゼ）[57]
- 音楽劇「無人島に生きる十六人」（2025年1月25日 - 2月2日、日本青年館ホール） - 主演・国後孝夫 役（髙橋颯とWキャスト・鈴木勝吾とW主演）[58]

### 動画
1. ↑  福本大晴「I wanna meet U」（Music Video） - YouTube
2. ↑  福本大晴「恋の上昇気流」（Music Video） - YouTube
3. ↑  福本大晴「Sakura Typhoon」（Music Video） - YouTube